# G-반전성
입자물리학에서 G-반전성(영어: G-parity)은 C-반전성을 입자의 다중항으로 일반화한 결과로 얻어지는 곱셈적 양자수이다.
C-반전성은 중성 시스템에만 적용된다. 파이 중간자 삼중항에서는 π0만 C-반전성을 가진다. 반면, 강한 상호작용은 전하를 구별하지 않으므로, π+, π0, π−를 구별할 수 없다. 주어진 다중항의 모든 전하 상태에 적용되도록 C-반전성을 일반화할 수 있다:
{\displaystyle {\hat {\mathcal {G}}}{\begin{pmatrix}\pi ^{+}\\\pi ^{0}\\\pi ^{-}\end{pmatrix}}=\eta _{G}{\begin{pmatrix}\pi ^{+}\\\pi ^{0}\\\pi ^{-}\end{pmatrix}}}
여기서 ηG = ±1은 G-반전성의 고유값이다. G-반전성 연산자는 다음과 같이 정의된다:
{\displaystyle {\hat {\mathcal {G}}}={\hat {\mathcal {C}}}\,e^{(i\pi {\hat {I}}_{2})}}
여기서 {\displaystyle {\hat {\mathcal {C}}}}는 C-반전성 연산자이고, {\displaystyle {\hat {I}}_{2}}는 아이소스핀 "벡터"의 2번째 성분과 관련된 연산자로, 아이소스핀이 {\displaystyle I=1/2}인 경우 {\displaystyle {\hat {I}}_{2}=i\sigma _{2}/2} 형태를 취하며, 여기서 {\displaystyle \sigma _{2}}는 두 번째 파울리 행렬이다. G-반전성은 전하 켤레와 아이소스핀 공간의 2번째 축을 중심으로 π 라드 (180°) 회전을 조합한 것이다. 전하와 아이소스핀이 강한 상호작용에 의해 보존되므로 G-반전성도 보존된다. 그러나 약한 상호작용과 전자기 상호작용은 G-반전성을 보존하지 않는다.
G-반전성이 전체 다중항에 적용되므로, 전하 켤레는 다중항을 중성 개체로 보아야 한다. 따라서 평균 전하가 0인 다중항만 G-반전성의 고유 상태가 된다. 즉,
{\displaystyle {\bar {Q}}={\bar {B}}={\bar {Y}}=0}
( Q, B, Y 참조).
일반적으로
{\displaystyle \eta _{G}=\eta _{C}\,(-1)^{I}}
여기서 ηC는 C-반전성 고유값이고, I는 아이소스핀이다.
시스템이 페르미온-반페르미온이든 보손-반보손이든 관계없이 {\displaystyle \eta _{C}}는 항상 {\displaystyle (-1)^{L+S}}와 같으므로, 다음을 얻는다.
{\displaystyle \eta _{G}=(-1)^{S+L+I}\,}.

## 같이 보기
- 쿼크 모형